# 內閣法制局
內閣法制局（日语：／ Naikaku Hōsei kyoku */?），是日本行政機關，置於內閣下，負責行政機關法案審查和法制相關調查。

## 概要
內閣法制局為內閣轄下機關，負責法案與法制的審査與調査等，其首長內閣法制局長官由內閣任命（內閣法制局設置法第2條）。主任大臣為內閣總理大臣。在內閣會議決定向国会提出新法案之前，從現行法的觀點審查是否有問題，俗稱「法律守門人」（法の番人）。第二次世界大戰後，前身法制局與司法省整合為法務廳（法務府），之後依據《法制局設置法》（昭和27年法律第252號），1952年8月內閣設置法制局，構成現在的基礎。接著隨著《總理府設置法等法律部分修正法案》（総理府設置法等の一部を改正する法律，昭和37年法律第77號）的制定，1962年7月將《法制局設置法》更名為《內閣法制局設置法》，法制局也更名為內閣法制局。

## 沿革
- 1875年7月3日，太政官正院法制課改組法制局。
  - 1877年（明治10年）1月18日廢止正院的稱呼。
- 1880年3月3日，法制局廢止，太政官設置法制部。
- 1881年10月21日，太政官成立參事院，參事院下設法制部。
- 1885年12月22日，太政官廢止，創設內閣制度。
- 1885年12月23日，成立屬於內閣總理大臣管理的法制局。由行政部、法制部、司法部三部組成。
- 1890年6月12日，法制局改屬內閣。廢止部制。
- 1891年（明治24年）4月10日，部制復活，為2部制（第一部、第二部）。
- 1893年11月10日，法制局改隸內閣，強化獨立性。[4]
- 1918年（大正7年）5月29日，部制復活，為2部制（第一部、第二部）。
- 1939年（昭和14年）4月28日，2部制改為3部制（第一部至第三部）。
- 1945年（昭和20年）5月24日，3部制改為4部制（第一部至第四部）。
- 1945年（昭和20年）9月6日，4部制改為3部制（第一部至第三部）。
- 1945年11月24日，法制局設置次長。
- 1948年2月15日，與司法省整合，以法務總裁為首長設置法務廳。
  - 法務總裁下為5長官制，其中由法制長官與法務調査意見長官接續原法制局職務。
  - 法制長官下設長官總務室與3局（法制第一局至法制第三局）。
  - 法務調査意見長官下設長官總務室與3局（調査意見第一局、調査意見第二局、資料統計局）。
- 1949年6月1日，《国家行政組織法》施行，法務廳改組法務府。
  - 從原本的5長官制改為3長官制、法制長官與法務調査意見長官整合為法制意見長官。
  - 法制意見長官下設長官總務室與4局（法制意見第一局至法制意見第四局）。
- 1952年8月1日，法務府解體，設置法務省和法制局。
  - 法制局首長為法制局長官，並設法制局次長。組織由長官總務室與第一部至第三部組成。
- 1962年7月1日，法制局改稱內閣法制局。增設第四部。
  - 法制局長官改稱內閣法制局長官，法制局次長改稱內閣法制次長。
  - 將過去的通稱「內閣法制局」成為正式名稱。
  - 與參眾兩院所屬的議院法制局（日语：議院法制局）作出區別也是更名的理由之一。
  - 次長職名於各省局次長同等，為避免局的文字而稱為「內閣法制次長」。另外，內閣法制次長是事務次官等會議（日语：事務次官等会議）的成員。

## 職掌
- 審查事務：閣議（日语：閣議 (日本)）的法律案、政令案及條約案審查，對內閣呈報意見以及所要的修改。
  - 此為內閣法制局的主要事務，審查是否有與其他法律牴觸，文章體裁是否符合法律書寫慣例等等。在實務上，各部所屬之內閣法制局參事官，在與負責審査的省廳課長補佐階級諮詢後接手法案的起草與修正。
- 擬議事務：起草法律案和政令案，向內閣呈報。
  - 內閣法制局起草法案的情形非常稀少。
- 意見事務：法律相關問題，對內閣、內閣總理大臣及各省大臣等意見具申。
  - 負責回答內閣與各府省廳的諮詢。在國會，當大臣之間意見不一時，為尋求閣內的統一見解也多由內閣法制局長官應答。依據《國會法》第74條，當質問主意書包含法制問題時，也由內閣法制局回應。
- 調查事務：對國際內外法制進行相關調查研究。
- 其它一般法制相關事務。

## 組織

### 幹部
- 內閣法制局長官（日语：内閣法制局長官）（副大臣待遇）
- 內閣法制次長（事務次官待遇）

### 內部部局
- 第一部（部長）
  - 負責以下事務。
    - 意見事務
    - 調查事務
    - 內閣府設置法3條5號所列事項（其他法制一般相關事務）中不屬於其他部會職掌之事務

  - 憲法資料調查室（室長）
    - 負責以下事務。
      - 憲法調查會依據《憲法調查會法》（昭和31年法律第140號）2條規定之報告與調查會議事錄等其他關係資料內容整理
      - 上述報告相關補充調查所需之必要資料收集
      - 上述以外的命令事項

  - 參事官
  - 法令調查官
- 第二部（部長）
  - 負責以下事務。
    - 主要為內閣（內閣府除外。）[5]、內閣府（公平交易委員會與金融廳除外。）、法務省、文部科學省、國土交通省、防衛省等且不屬於第三部或第四部掌管事務之法律案與政令案的審查事務與立案事務
    - 《內閣府設置法》3條5號所列事項（其他法制一般相關事務）中由內閣法制局長官特別命令之事務

  - 參事官
- 第三部（部長）
  - 負責以下事務。
    - 主要為金融廳、總務省（公害等調整委員會除外。）、外務省、財務省或會計檢查院所管之法律案及政令案的審查事務與立案事務
    - 條約案的審查事務
    - 《內閣府設置法》3條5號所列事項（其他法制一般相關事務）中由內閣法制局長官特別命令之事務

  - 參事官
- 第四部（部長）
  - 負責以下事務。
    - 主要為公正取引委員會、公害等調整委員會、厚生勞動省、農林水產省、經濟產業省與環境省所管之法律案及政令案的審查事務與立案事務
    - 《內閣府設置法》3條5號所列事項（其他法制一般相關事務）中由內閣法制局長官特別命令之事務

  - 參事官
- 長官總務室（總務主幹）
  - 總務課
  - 會計課
  - 調查官

## 人事
內閣法制局僅接收各省廳參事官以上的官僚，原則上為局長級以上幹部，並有僅採用法務省、財務省、總務省、經濟產業省4省出身人士的不成文規定。1952年以來所有長官的經歷皆為第一部長→法制次長→長官，直至2013年8月，首次由未有法制局勤務經驗、外務省出身的小松一郎就任長官。

## 釋憲問題
《日本國憲法》除第81條規定最高裁判所擁有違憲審查權力外，並未明定解釋憲法之機關；一般推定釋憲機關是身為國家最高權力機關的國會，但從未釋憲過。由於日本採內閣制，內閣有提案權，在法案出內閣前，內閣會議上若採行内閣法制局審查的法令見解，國會質詢時内閣法制局就依其見解答辯，或者作成政府答辯書；法案合憲性審查亦同，因此衍生出內閣法制局解釋憲法的非法定職權，而且在最高裁判所對違憲審査一貫消極、自的態度下，導致内閣法制局異常以憲法解釋權威之姿，有如第二個最高裁判所。不光解釋法案合憲性，也出現憲法疑義解釋的狀況：
- 自衛官是否文人

憲法第66條規定内閣總理大臣及其他国務大臣須由文人擔任，1954年《防衛廳設置法案》及《自衛隊法案》在国会審議過程中，有国務大臣發言指自衛官是文人可任防衛廳長官，1961年2月24日林修三法制局長官（當時是法制局這個名稱）於眾議院預算委員會的答辯也明確表示如此；但1965年5月31日眾議院預算委員會上，高辻正己内閣法制局長官的答辯卻推翻了這項解釋；2004年6月18日政府答辯書，又回復自衛官為文人的解釋。
- 日本是否有集體自衛權

憲法第9條規定放棄戰爭、不承認交戰權、不保持戰力，唯因應冷戰時期潛在威脅，日本從現行憲法制定之初否定自衛權，到必要最小限度範圍的個別自衛權。此以1981年5月29日政府答辯書為典型代表，解釋國際法上主權國家理應有集體自衛權，但憲法第9條允許的自衛權是為了防衛國家，且須限制在最小範圍內，因此集體自衛權超出範圍為憲法所不許。
隨著冷戰結束，東海、南海區域衝突逐漸升溫，配合美國重返亞太地區戰略，第2次安倍内閣於2014年7月1日以解釋憲法方式，認為憲法前言「國民和平生存權」、第13條「對生命、自由及追求幸福之國民權利」因應局勢變遷，為守衛國民生命與和平生活，不違反憲法第9條下行使武力，宣布解禁集體自衛權。
由上述可知，儘管最高裁判所有決定合憲性的終審權力，内閣法制局卻常居於解釋憲法的主導地位。憲法具最高性，解釋憲法效力亦最高性，所以釋憲機關不是最高權力機關的國會、就是最高法院，或者超然的特設機關，依憲政主義節制政府權力原則，絕非依法行政的行政機關，否則豈不超脫法律之上；更何況内閣法制局僅內閣轄下部門，作出憲法解釋的独自判断顯然並不適切。

## 外部連結
- 內閣法制局 （页面存档备份，存于）